# Predgriže
Predgriže (in italiano tra le due guerre Pregrise in Montenero, in epoca asburgica in tedesco Predgrische) è un centro abitato della Slovenia, insediamento (naselje) del comune di Idria.

## Storia
In epoca asburgica, faceva parte del Ducato di Carniola (a sua volta incluso fino al 1849 nel Regno d'Illiria). Era noto con il toponimo sloveno di Predgriže e con quello tedesco di Predgrische. Faceva parte del comune di Črni Vrh (ted. Schwarzenberg), a sua volta inquadrato nel distretto giudiziario di Idria (Idrija) e nel distretto politico di Longatico (Logatec, Loitsch).
Nel 1918, a seguito nella prima guerra mondiale, venne occupato dalle truppe italiane, venendo annesso ufficialmente al Regno d'Italia assieme al resto della Venezia Giulia nel 1920 col Trattato di Rapallo. Il toponimo venne italianizzato dapprima in Pregrise e poi nel 1923 in Pregrise di Montenero. Dal punto di vista amministrativo la località rimase inquadrata nel comune di Črni Vrh, ora anch'esso italianizzato in Montenero d'Idria. Nel 1923, all'atto della suddivisione in province, il comune venne inquadrato nel circondario di Tolmino della provincia del Friuli (passando successivamente al circondario di Idria). Nel 1927 poi passerà alla neocostituita provincia di Gorizia.
Dopo lo scoppio della seconda guerra mondiale e l'armistizio italiano dell'8 settembre 1943, l'intero nord Italia venne occupato dalle truppe tedesche, che inglobarono la Venezia Giulia nella Zona di Operazioni del Litorale adriatico. Nel maggio 1945 i tedeschi vennero cacciati dalle truppe jugoslave. Risale all'epoca del secondo conflitto mondiale una fossa comune ritrovata 1,5 km a nord del centro abitato, che contiene i resti di vittime non identificate.
Predgriže nei due anni successivi rimase sotto controllo jugoslavo nella zona B a est della Linea Morgan, fino a quando nel 1947 col Trattato di Parigi l'intera area venne formalmente annessa dalla Jugoslavia. Dal 1991, dopo la guerra dei dieci giorni, fa parte della Repubblica di Slovenia.